# Lawana pryeri
Lawana pryeri är en insektsart som först beskrevs av William Lucas Distant 1880.  Lawana pryeri ingår i släktet Lawana och familjen Flatidae. Inga underarter finns listade i Catalogue of Life.